# Cykelsmed
En cykelsmed eller cykelmekaniker er en faglært mekaniker, der beskæftiger sig med samling, reparation og vedligeholdelse af cykler. De fleste cykelsmede er ansat i cykelforretninger med værksted. Derfor hører kundekontakt og handel ofte med til erhvervet.

## Uddannelser i Danmark
Cykel- og motorcykelmekanikeruddannelsen er den relevante erhvervsuddannelser i Danmark. Forløbet til cykelmekaniker tager 3 år og 3 måneder mens forløbet til cykelmontør tager 1½ år. I årene fra 1997 til 2006 er der i Danmark årligt blevet uddannet ca. 50-100 cykel- og motorcykelmekanikere. Uddannelsen er SU-berettiget.